# Lijst van gouverneurs van Henegouwen
Dit is een lijst van gouverneurs van Henegouwen.

## Franse Republiek(1792-1804)/Franse Keizerrijk(1804-1814)
Tussen 1800-1814, Franse tijd in België, Consulaat en keizerrijk, stonden prefecten aan het hoofd van het departement Jemappes:
| Nr. | Perfect | Perfect                                     | Ambtstermijn | Ambtstermijn |
| --- | ------- | ------------------------------------------- | ------------ | ------------ |
| 1   |         | Jean Baptiste Étienne Garnier               | 1800         | 1805         |
| 2   |         | Patrice de Coninck (1770-1827)              | 1805         | 1810         |
| 3   |         | Jean Baptiste Maximilien Villot de Fréville | 1810         | 1812         |
| 4   |         | Pierre-Clément de Laussat (1759-1835)       | 1812         | 1814         |

## Generaal-gouvernement(1814-1815)
Tussen 1814-1815 stond er voorlopig een intendant aan het hoofd van de provincie.
| Nr. | Intendant | Intendant                                | Ambtstermijn  | Ambtstermijn   |
| --- | --------- | ---------------------------------------- | ------------- | -------------- |
| 1   |           | Bonaventure-Hyacinthe-Joseph (1755-1831) | februari 1814 | september 1815 |

## Verenigd Koninkrijk der Nederlanden(1815-1830)
| Nr. | Gouverneur | Gouverneur                                        | Ambtstermijn | Ambtstermijn |
| --- | ---------- | ------------------------------------------------- | ------------ | ------------ |
| 1   |            | Bonaventure Hyacinthe de Bousies (1755-1831)      | 1815         | 1822         |
| 2   |            | Hyacinthe Charles van der Fosse (1770-1834)       | 1823         | 1825         |
| 3   |            | Maximilien Henri Ghislain de Beeckman (1781-1834) | 1826         | 1828         |
| 4   |            | Charles Ferdinand de Macar (1785-1866)            | 1828         | 1830         |

## Koninkrijk België(1830-heden)
| Nr.   | Gouverneur | Gouverneur                                     | Ambtstermijn | Ambtstermijn | Partij | Partij            |
| ----- | ---------- | ---------------------------------------------- | ------------ | ------------ | ------ | ----------------- |
| 1     |            | Ambroise de Puydt                              | 1830         | 1834         |        | Onbekend          |
| 2     |            | Jean-Baptiste Thorn (1783-1841)                | 1834         | 1841         |        | Liberalen         |
| 3     |            | Charles Liedts (1802-1878)                     | 1841         | 1845         |        | Liberalen         |
| 4     |            | Edouard Mercier (1799-1870)                    | 1845         | 1847         |        | Liberalen         |
| 5     |            | Augustin Dumon-Dumortier (1791-1852)           | 1847         | 1848         |        | Liberale Partij   |
| 6     |            | Adolphe de Vrière (1806-1885)                  | 1848         | 1849         |        | Liberale Partij   |
| 7     |            | Louis Troye (1804-1875)                        | 1849         | 1870         |        | Liberale Partij   |
| 8     |            | Joseph de Riquet de Caraman Chimay (1836-1892) | 1870         | 1878         |        | Katholieke Partij |
| 9     |            | Auguste Wanderpepen (1814-1879)                | 1878         | 1878         |        | Liberale Partij   |
| 10    |            | Oswald de Kerchove de Denterghem (1844-1906)   | 1878         | 1884         |        | Liberale Partij   |
| 11    |            | Auguste Vergote (1818-1906)                    | 1884         | 1885         |        | Liberale Partij   |
| 12    |            | Joseph d'Ursel (1848-1903)                     | 1885         | 1889         |        | Katholieke Partij |
| 13    |            | Charles d'Ursel (1848-1903)                    | 1889         | 1893         |        | Katholieke Partij |
| 14    |            | Raoul du Sart de Bouland                       | 1893         | 1908         |        | Onbekend          |
| 15    |            | Maurice Damoiseaux                             | 1908         | 1937         |        | Katholieke Partij |
| 16    |            | Henri Van Mol                                  | 1937         | 1940         |        | socialist         |
| *     |            | Antoine Leroy                                  | 1940         | 1944         |        | REX               |
| 17    |            | Émile Cornez (1900-1967)                       | 1944         | 1967         |        | socialist         |
| 18    |            | Emilien Vaes                                   | 1967         | 1978         |        | Liberalen         |
| 19    |            | Michel Tromont (1937-2018)                     | 1983         | 2004         |        | PRL               |
| 20    |            | Claude Durieux (1945)                          | 2004         | 2012         |        | PS                |
| [ 1 ] |            | Guy Bracaval                                   | 2013         | 2013         |        | Onbekend          |
| 21    |            | Tommy Leclercq (1970)                          | 2013         | heden        |        | PS                |